# Saladin Said
Saladin Said (ur. 29 października 1988) – etiopski piłkarz występujący na pozycji napastnika. Zawodnik klubu Sidama Coffee SC.

## Kariera klubowa
Saladin karierę rozpoczynał w 2007 roku w Saint-George SA. Przez cztery lata gry dla tego klubu, zdobył z nim trzy mistrzostwa Etiopii (2008, 2009, 2010), Puchar Etiopii (2011) oraz Superpuchar Etiopii (2009). W 2008 roku został też królem strzelców ligi etiopskiej. W 2011 roku odszedł do egipskiego zespołu Wadi Degla FC, grającego w ekstraklasie. W sezonie 2012/2013 został wypożyczony do Lierse SK. W sezonie 2014/2015 grał w Al-Ahly Kair, a w sezonie 2015/2016 w MC Algier. W 2016 wrócił do Saint-George SA. W sezonie 2015/2016 wywalczył z nim dublet - mistrzostwo i puchar kraju, a w sezonie 2016/2017 ponownie został mistrzem kraju. W 2021 przeszedł do Sidama Coffee SC.

## Kariera reprezentacyjna
W reprezentacji Etiopii Saladin zadebiutował 29 kwietnia 2007 roku w przegranym 0:2 meczu kwalifikacji do Pucharu Narodów Afryki 2008 z Demokratyczną Republiką Konga. 1 czerwca tego samego roku w wygranym 1:0 meczu eliminacji Pucharu Narodów Afryki 2008 z Demokratyczną Republiką Konga strzelił pierwszego gola w drużynie narodowej. W 2013 roku był w kadrze Etiopii na Puchar Narodów Afryki 2013.